# Llámame por tu nombre
Llámame por tu nombre (en inglés: Call Me by Your Name) es una novela estadounidense de 2007 escrita por André Aciman y distribuida por la editorial Farrar, Straus and Giroux, que narra un romance entre un joven italiano de diecisiete años y un estudiante estadounidense de veinticuatro. Ambientado en la Italia de los años 1980, la obra repasa veinte años de la historia de Elio Perlman y Oliver.
Stacey D'Erasmo, del The New York Times, describió la novela como "un libro excepcionalmente bello". 
Charles Kaiser, del The Washington Post, resaltó que "todas las víctimas de un amor obsesivo reconocerían los matices de Aciman". 
Las incontables críticas positivas a Call Me by Your Name lo llevó a la victoria en el premio literario Lambda, el mayor certamen de ficción LGBT. 
En 2017, una adaptación cinematográfica homónima dirigida por Luca Guadagnino y protagonizada por Armie Hammer y Timothée Chalamet fue lanzada en los Estados Unidos.

## Argumento
En una localidad costera de Italia, a comienzos de la década de los ochenta, el padre arqueólogo y catedrático de Elio (un culto muchacho de 17 años), tiene la tradición de recibir en el verano a estudiantes o creadores jóvenes que, a cambio de alojamiento, le ayudan en sus compromisos culturales.
Oliver es el elegido este verano, un joven profesor norteamericano que hace su tesis de doctorado. Pronto la intimidad de ambos da curso a un romance, al comienzo muy contenido. Durante las siguientes  semanas, los impulsos ocultos de obsesión y miedo, fascinación y deseo intensificarán la pasión de ambos.

## Temas
La diversidad de temas que trata André Aciman en la novela están relacionados con sus circunstancias personales y la influencias de Marcel Proust, autor en el que Aciman ha hecho estudios especializados. Estos temas son:
- La memoria y el tiempo.
- El amor.
- La homosexualidad.
- La filosofía.
- Las artes: poesía, literatura, escultura y música.
- La identidad judía.
- La extranjería.